# 율리안 나겔스만
율리안 나겔스만(독일어: Julian Nagelsmann, 1987년 7월 23일~)은 독일의 축구 선수 출신 축구 감독이다. 선수 시절 중앙 수비수로 활동했으며 현재 독일 축구 국가대표팀의 감독을 맡고 있다.

## 어린 시절
나겔스만은 아우크스부르크와 1860 뮌헨의 청소년 클럽에서 커리어를 시작했지만, 계속되는 무릎 부상으로 인해 결국 성인 대표팀에는 진출해보지도 못하고 U-19 팀에서 은퇴를 결정했다. 나겔스만은 은퇴 이후에 경영학과에 진학했고, 이후 스포츠 사이언스로 전과했다. 이후 아우크스부르크 II의 감독을 맡고 있던 토마스 투헬 밑에서 비디오 분석관에 선임되며 지도자 커리어를 시작했다.

## 지도자 경력

### 초기 경력
나겔스만은 2012-13 시즌에 1899 호펜하임의 U-19 팀 감독으로 부임했고 이후 2016년 2월 11일까지 감독으로 부임했다. 당시 수석코치로 부임하던 팀 비제는 나겔스만을 가리켜 "미니-모리뉴"라고 칭하였다. 나겔스만은 호펜하임 뿐만 아니라 독일의 남서부에 있는 다른 U-16과 U-19 클럽도 지도했다. 2013-14 시즌에 호펜하임을 U-19 분데스리가 우승으로 이끌었다.

### 1899 호펜하임
나겔스만은 호펜하임의 감독으로 2015년 10월 27일에 선임되었다. 그는 2016-17 시즌이 시작되면 감독에 부임할 예정이었고 팀과 3년 계약을 맺었다. 나겔스만이 감독에 선임되었을 때, 그의 나이는 만 28세였는데, 분데스리가 출범 이후에 최연소 감독이었다. 2016년 2월 10일에 휘프 스테번스가 건강상의 문제로 인해 감독짐을 사임함에 따라, 나겔스만은 예정보다 빨리 감독 자리에 오르게 되었다,
나겔스만이 2016년 2월에 감독으로 부임했을 때, 호펜하임은 강등권인 17위에 위치하여 있었고, 분데스리가 잔류가 확정되는 순위인 15위와 승점 7점 차이가 나고 있었다. 나겔스만이 부임한 이후 나머지 14경기 중 7번을 승리하여 15위로 강등을 피하게 되었다. 이러한 좋은 활약은 다음 시즌인 2016-17 시즌에서도 계속되었는데, 나겔스만은 호펜하임을 4위로 이끌어 구단 역사상 처음으로 UEFA 챔피언스리그 진출을 달성하였다.
2017년 6월 9일, 호펜하임은 나겔스만과의 계약을 2021년까지 연장했다. 2018년 6월 21일, 호펜하임은 2018-19 시즌을 마지막으로 나겔스만이 호펜하임을 떠나 RB 라이프치히에 부임한다고 밝혔다.

### RB 라이프치히
2019년 6월 21일, RB 라이프치히는 나겔스만이 19-20 시즌부터 라이프치히의 감독이 될 것이라 발표했으며 나겔스만과 2023년까지 유효한 4년 계약을 체결했다. 라이프치히는 나겔스만의 감독 선임 비용으로 호펜하임에 500만 유로의 위약금을 지불했다.

### 바이에른 뮌헨
2021년 4월 27일, 바이에른 뮌헨은 한지 플리크의 후임으로 나겔스만을 낙점했으며 2021년 7월 1일부터 나겔스만이 바이에른 뮌헨의 감독이 될 것이라 발표했다. 나겔스만은 바이에른 뮌헨과 2026년까지 유효한 5년 계약을 체결했다. 바이에른 뮌헨은 나겔스만을 감독으로 선임하면서 라이프치히에 2500만 유로의 위약금을 지불했다.
바이에른 뮌헨이 바이어 레버쿠젠에게 1대 2로 패배한 후 2023년 3월 24일, 바이에른 뮌헨은 공식 홈페이지를 통해 나겔스만이 바이에른 뮌헨 감독직에서 경질되었고 후임으로 토마스 투헬이 선임되었다고 발표했다. 나겔스만은 바이에른 뮌헨이 경질을 발표할 당시 오스트리아의 스키장에서 휴가를 보내고 있었다.
나겔스만은 바이언 감독 자리에서 총 84경기를 소화했고 60개의 승리를 달성했다.

### 독일 축구 국가대표팀
2023년 한지 플리크 감독의 후임으로 독일 축구 국가대표팀의 감독에 임명되었다. 감독으로서는 매우 어린 나이이며 심지어 선수인 마누엘 노이어보다도 1살 어리다.
UEFA 유로 2024에서는 독일을 이끌고 8강에 오르면서 카잔의 기적 이후 독일로서는 오래간만에 국제대회 8강 이상의 성적을 거두었다. 하지만 독일의 한계로 인해 8강에서 맞붙은 스페인의 벽을 또다시 넘지 못했다.

## 수상

### 클럽
TSG 호펜하임 U-19
- U-19 분데스리가: 2013-14
- U-19 분데스리가 남부/남서부: 2013-14, 2014-15

### 개인
- VDV-올해의 감독: 2016-17
- 독일 올해의 축구 감독: 2017